# Beatrice Chebet
Beatrice Chebet (* 5. März 2000) ist eine kenianische Leichtathletin, die sich auf den Langstreckenlauf spezialisiert hat. 2024 wurde sie in Paris Doppelolympiasiegerin über 5000 und 10.000 Meter. Zudem wurde sie 2023 und 2024 Crosslauf-Weltmeisterin und stellte 2024 über 10.000 Meter und 5 Kilometer einen neuen Weltrekord auf.

## Sportliche Laufbahn
Erste internationale Erfahrungen sammelte Beatrice Chebet bei den Jugendweltmeisterschaften 2017 in Nairobi, bei denen sie in 9:33,26 min den vierten Platz im 3000-Meter-Lauf belegte. Im Jahr darauf siegte sie bei den U20-Weltmeisterschaften in Tampere über 5000 Meter in 15:30,77 min. Bei den Crosslauf-Weltmeisterschaften 2019 in Aarhus siegte sie in 20:50 min in der U20-Wertung und wurde mit dem Team Zweite. Anschließend siegte sie bei den Juniorenafrikameisterschaften in Abidjan in 16:02,66 min. 2021 siegte sie in 8:27,49 min über 3000 Meter bei der Doha Diamond League und siegte dann im Juni in 14:52,06 min über 5000 Meter beim Meeting International de Montreuil. Im Jahr darauf startete sie über 3000 Meter bei den Hallenweltmeisterschaften in Belgrad und klassierte sich dort mit 8:47,50 min auf dem zehnten Platz. Im Juni siegte sie dann bei den Afrikameisterschaften in Port Louis in 15:00,82 min. Bei den Weltmeisterschaften in Eugene im Juli lief Chebet im Finale über die 5000 Meter 14:46,75 min und gewann damit hinter der Äthiopierin Gudaf Tsegay die Silbermedaille. Anschließend siegte sie bei den Commonwealth Games in Birmingham in 14:38,21 min und Ende August wurde sie bei der Athletissima in Lausanne in 8:27,14 min Dritte über 3000 Meter. Im September siegte sie in 14:44,25 min über 5000 Meter beim ISTAF Berlin und sicherte sich bei Weltklasse Zürich in 14:32 min die Gesamtwertung über die Langstrecke. Im November siegte sie in 25:39 min beim Cross Internacional de Atapuerca.
Im Januar 2023 siegte sie in 19:41 min beim Cinque Mulini und anschließend gewann sie auch bei den Crosslauf-Weltmeisterschaften in Bathurst in 33:48 min die Goldmedaille im Einzel und auch in der Teamwertung gewann sie Gold. Im Juni siegte sie in 8:25,01 min über 3000 Meter bei den Bislett Games sowie zuvor in 15:15,82 min über 5000 Meter beim Kip Keino Classic. Daraufhin siegte sie in 14:36,52 min bei der Bauhaus-Galan und wurde in 14:12,92 min Zweite beim London Athletics Meet. Im August gewann sie bei den Weltmeisterschaften in Budapest in 14:54,33 min die Bronzemedaille hinter ihrer Landsfrau Faith Kipyegon und Sifan Hassan aus den Niederlanden. Daraufhin siegte sie in 8:24,05 min über 3000 Meter bei der Xiamen Diamond League und wurde beim Prefontaine Classic in 14:05,92 min Zweite über 5000 Meter. Im Jahr darauf verteidigte sie bei den Crosslauf-Weltmeisterschaften 2024 in Belgrad in 31:05 min ihren Titel und feierte mit einem kenianischen Fünffachsieg auch überlegen die Goldmedaille in der Teamwertung. Anfang Mai siegte sie in 14:26,98 min über 5000 Meter bei der Doha Diamond League und am 25. Mai gelang ihr in Eugene beim Prefontaine Classic mit 28:54,14 min ein neuer Weltrekord über die 10.000 Meter. Sie war zudem die erste Frau mit einer Zeit unter 29 Minuten auf der Laufbahn. Im August siegte sie bei den Olympischen Spielen in Paris mit einer Zeit von 14:28,56 min im Finale über 5000 Meter. Vier Tage später lief sich auch über die 10.000 Meter in 30:43,25 min zum Olympiasieg. Daraufhin siegte sie in 14:09,52 min über 5000 Meter bei Weltklasse Zürich und sicherte sich mit 14:09,82 min beim Memorial Van Damme den Gesamtsieg in der Diamond League. Am letzten Tag des Jahres gelang ihr beim Silvesterlauf in Barcelona mit 13:54 min die erste Frauenzeit unter 14 Minuten über die 5 km.
Am 5. Juli 2025 lief Chebet in Eugene die 5000 Meter in 13:58,06 min. Damit knackte sie als erster Frau auch auf der Rundbahn über diese Distanz die 14-Minuten-Marke.
Beatrice Chebet lebt und trainiert in Londiani, im Kericho County. 2022 wurde sie kenianische Meisterin im 5000-Meter-Lauf sowie 2023 über 1500 Meter.

## Persönliche Bestzeiten
- 1500 Meter: 4:06,09 min, 24. Juni 2023 in Nairobi
- 3000 Meter: 8:11,56 min, 25. Mai 2025 in Rabat
  - 3000 Meter (Halle): 8:37,06 min, 17. Februar 2022 in Liévin
- 2 Meilen: 9:14,71 min, 27. Mai 2022 in Eugene
- 5000 Meter: 13:58,06 min, 5. Juli 2025 in Eugene,
- 10.000 Meter: 28:54,14 min, 25. Mai 2024 in Eugene,
- 5-km-Straßenlauf: 13:54 min, 31. Dezember 2024 in Barcelona,